# SYM Motors
Sanyang Motor Co., Ltd. — компания, специализирующаяся на производстве мототехники и автомобилей. Была основана в Тайпее в 1954 Хуан Чи-Чуном и Чан Гоанем. Штаб-квартира компании была основана в Синьчжу, Тайвань и реализует двухколесный транспорт под торговой маркой SYM. Три основные производственные базы Sanyang находятся на Тайване, в Китае и Вьетнаме. Компания занимается изготовлением и реализацией скутеров, мотоциклов и вездеходов под торговой маркой SYM, а также производит автомобили и мини-грузовики под маркой Hyundai.
С момента основания компания выпустила более 800 тысяч автомобилей и 16 миллионов мотороллеров и мотоциклов. Годовой доход от продаж компании превышает 1 миллиард долларов США, компания производит около 600 000 единиц мотоциклов и 20 000 автомобилей в год. На Тайваньском заводе-изготовителе SYM в настоящее время работает около 2300 человек.